# Schaueria calycobracteata
Schaueria calycobracteata là một loài thực vật có hoa trong họ Ô rô. Loài này được Hilsenb. & D.L. Marshall miêu tả khoa học đầu tiên năm 1983.